# Cooloola
Cooloola ist eine Gattung der Heuschrecken und einziger Vertreter der Familie Cooloolidae. In der ausschließlich aus Australien bekannten Gattung wurden bisher vier Arten beschrieben. Die erstbeschriebene Art wurden von ihrem Erstbeschreiber David Rentz (damals CSIRO) aufgrund der ungewöhnlichen Morphologie etwas plakativ als „Cooloola Monster“ bezeichnet und ist unter diesem Namen weiter bekannt geworden.

## Merkmale
Es handelt sich um Arten mit grabender Lebensweise und dafür abgewandeltem Körperbau. Männchen und Weibchen sind sehr verschieden gebaut (Sexualdimorphismus).
Cooloola-Arten sind zwischen ca. 2 Zentimeter (Männchen) und fünf Zentimeter (Weibchen) lange, kompakt gebaute Heuschrecken mit langen, kräftigen Grabbeinen. Die Männchen sind recht hart sklerotisiert und hellbraun bis orange gefärbt, die Weibchen und Nymphen weichhäutig und cremefarben bis elfenbeinweiß. Die Antennen sind kurz und bestehen aus nur zehn Gliedern (obwohl die Art zu den Langfühlerschrecken zählt). Bei den Mundwerkzeugen sind die Mandibeln langgestreckt sichelförmig und an räuberische Ernährung angepasst. Die Innenladen (Laciniae) der Maxillen sind messerförmig und, ungewöhnlich für Heuschrecken, länger als die Mandibeln; möglicherweise werden sie beim Graben eingesetzt. Die Komplexaugen des Männchens sind normal entwickelt, beim Weibchen sind sie in der Größe stark reduziert, aber normal pigmentiert und wohl funktionsfähig. Der Rumpf ist hochgewölbt mit verlängerten Pleuren und Coxen. Die Männchen besitzen kurze, schuppenförmige Deckflügel und stark reduzierte Hinterflügel, die Weibchen sind flügellos. Alle drei Beinpaare sind im Verhältnis zum Rumpf kräftig, beim Männchen deutlich länger als beim Weibchen, und als Grabbeine ausgebildet. Dazu sind die Tibien verbreitert und tragen am Ende große breite Zähne. Die Hinterbeine sind etwa genauso groß wie die Vorderbeine, die Tiere besitzen kein Sprungvermögen. Die Tarsen der Männchen sind verlängert und etwas abgeflacht, die der Weibchen schmal mit weitgehend rückgebildeten Klauen, die Weibchen sind nicht imstande, auf der Erdoberfläche zu laufen. Der Hinterleib des Weibchens ist halbkugelig aufgetrieben. Die Cerci beim Männchen sind eingliedrig und stabförmig.

## Lebensweise
Alle Arten leben grabend in sandigem Boden. Sie wühlen sich in ca. 20 bis 50 Zentimeter Tiefe durch den losen Boden, ohne permanente Röhren oder Bauten anzulegen. Soweit bekannt, kommen weder die Weibchen noch die Nymphen jemals freiwillig an die Erdoberfläche. Die Männchen sind von September bis Dezember gelegentlich an der Erdoberfläche anzutreffen und können in dieser Zeit mit Bodenfallen nachgewiesen werden. Lebenszyklus und Entwicklung sind fast unbekannt, allgemein wird von einer langsamen, möglicherweise mehrjährigen Entwicklung ausgegangen. Die Nymphen können bei Berührung ein klebriges Sekret absondern, das möglicherweise der Verteidigung gegen Fressfeinde dient.
Alle Arten gelten als überwiegend räuberisch. Im Labor waren sie mit Mehlwürmern am Leben zu halten. Beute im natürlichen Habitat könnten z. B. Regenwürmer und Scarabaeiden-Larven sein. Alle Arten besitzen einen auffallend verlängerten Vorderdarm. Dies wurde als Anpassung gewertet, große Nahrungsmengen speichern zu können, um so Mangelzeiten zu überdauern.
Wie die Geschlechter einander finden, ist nicht bekannt. Die Arten verfügen weder über Organe zur Lautproduktion noch über Hörvermögen.

## Lebensraum
Alle Arten bevorzugen vegetationslose oder schwach bewachsene, oft von Bäumen überschirmte Sandflächen. Sie meiden aber trockenen Sand und scheinen ein hohes Feuchtebedürfnis zu besitzen. Cooloola propator und Cooloola dingo wurden an Gewässerufern gefunden, Cooloola pearsoni in beschattetem Dünensand nahe der Meeresküste. Die Funde von Cooloola ziljan stammen aus einer Zuckerrohr-Plantage. Man nimmt an, dass die Art dorthin vor relativ kurzer Zeit aus Uferhabitaten vorgedrungen ist.

## Verbreitung
Alle Arten sind auf den australischen Bundesstaat Queensland beschränkt. Die zuerst entdeckte Art Cooloola propator ist ausschließlich bekannt aus dem Great-Sandy-Nationalpark. Sie kommt sowohl auf K’gari als auch im Küstenstreifen (Cooloola National Park) vor, von dem die Gattung ihren Namen erhalten hat. Cooloola pearsoni lebt auf South Percy Island (Percy-Isles-Nationalpark). Cooloola dingo wurde aus dem Weiler Dingo nahe dem Blackdown Tableland beschrieben. Cooloola ziljan ist nur aus einem Zuckerrohrfeld nahe Bundaberg bekannt.

## Phylogenie
Die Cooloolidae gelten als relativ basale Ensifera. Sie besitzen viele Gemeinsamkeiten mit den Anostostomatidae, Gryllacrididae und Stenopelmatidae, mit denen sie oft in einer Überfamilie vereint werden. Möglich wäre aber auch, dass diese Gruppen keine gemeinsame Klade bilden, sondern unabhängige Entwicklungslinien darstellen. Molekulare Daten (DNA-Sequenzen) liegen bisher nicht vor.